# Sus scrofa
El jabalí (Sus scrofa) (del árabe: جبلي ǧabalī, ‘montañoso’) es una especie de mamífero artiodáctilo de la familia de los suidos. Su distribución original se corresponde con gran parte de Eurasia y algunas zonas del norte de África, si bien ha sido introducido por el hombre en América y Oceanía. Está incluido en la lista 100 de las especies exóticas invasoras más dañinas del mundo de la Unión Internacional para la Conservación de la Naturaleza. La hembra recibe el nombre de jabalina, y la cría, jabato.

## Descripción

### Morfología
- Longitud del cuerpo: 90 cm-160 cm
- Longitud de la cola: 22 cm
- Alzada a la cruz: 65 cm
- Peso: los machos entre 70 y 90 kg, las hembras entre 40 y 65 kg (pueden llegar a alcanzar los 145 kg).
- Grado de amenaza: en Europa es una especie cinegética que no se encuentra en peligro ni amenazada.

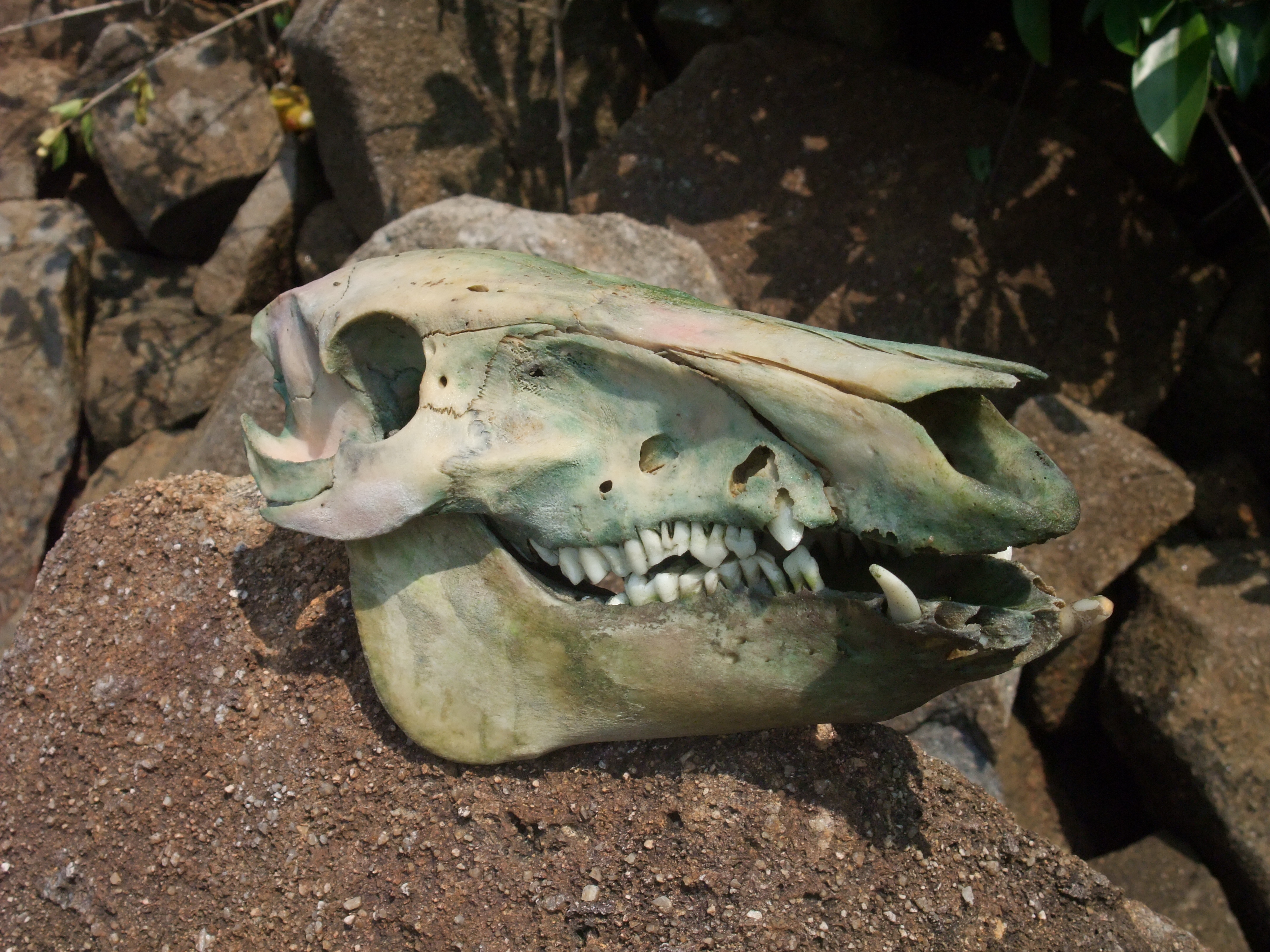
Cráneo de un jabalí salvaje encontrado en Lan Lo Au, Hoi Ha Wan, Parque Marino, Hong Kong, China

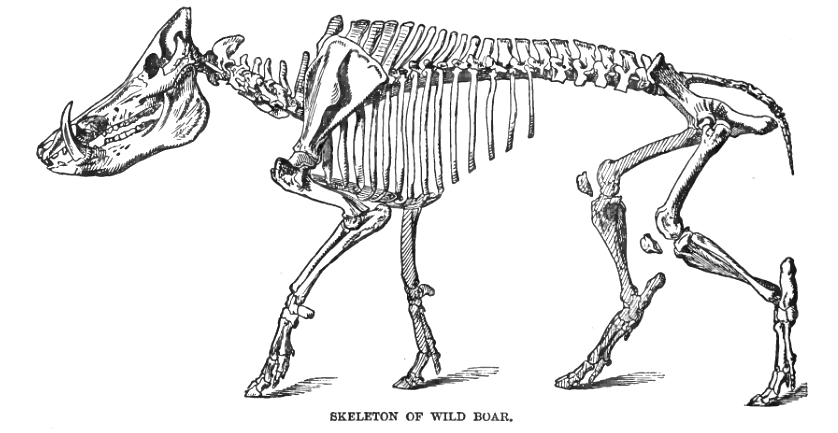
Esqueleto de jabalí en Royal Natural History Volume 2. Richard Lydekker.

El jabalí es un mamífero de tamaño mediano provisto de una cabeza grande y alargada, en la que destacan unos ojos muy pequeños. El cuello es grueso y las patas son cortas.
El jabalí compensa su mala vista con un importante desarrollo del olfato, que le permite detectar alimento, como trufas, bellotas, hongos y animales bajo tierra. El oído está también muy desarrollado y puede captar sonidos imperceptibles para el ser humano.
Sus pelos, llamados cerdas, son gruesos y negros, midiendo entre 10 y 13 cm en la cruz, y unos 16 cm en la punta de la cola. El color de la capa o pelo es muy variable y va desde colores grisáceos al negro, pasando por colores rojizos y marrones. Las patas y el contorno del hocico son más oscuros que el resto del cuerpo. La crin que recorre el lomo a partir de la frente se eriza en caso de cólera. El cambio de pelo tiene lugar hacia mayo o junio, aunque la hembra con crías muda más tarde.

### Las crías
Suelen ser camadas muy numerosas de hasta 10/12 individuos aunque se dan 8/9 por lo general. 

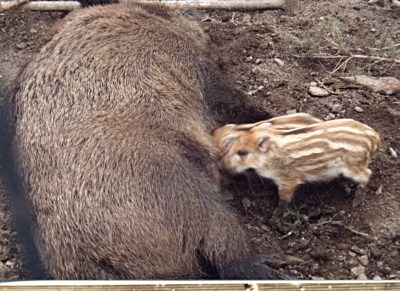
Crías de jabalí siendo amamantadas.

Las crías, llamadas rayones o jabatos, nacen con unas características rayas longitudinales a lo largo del cuerpo. Estas desaparecen a lo largo de los primeros meses de vida.

### Subespecies

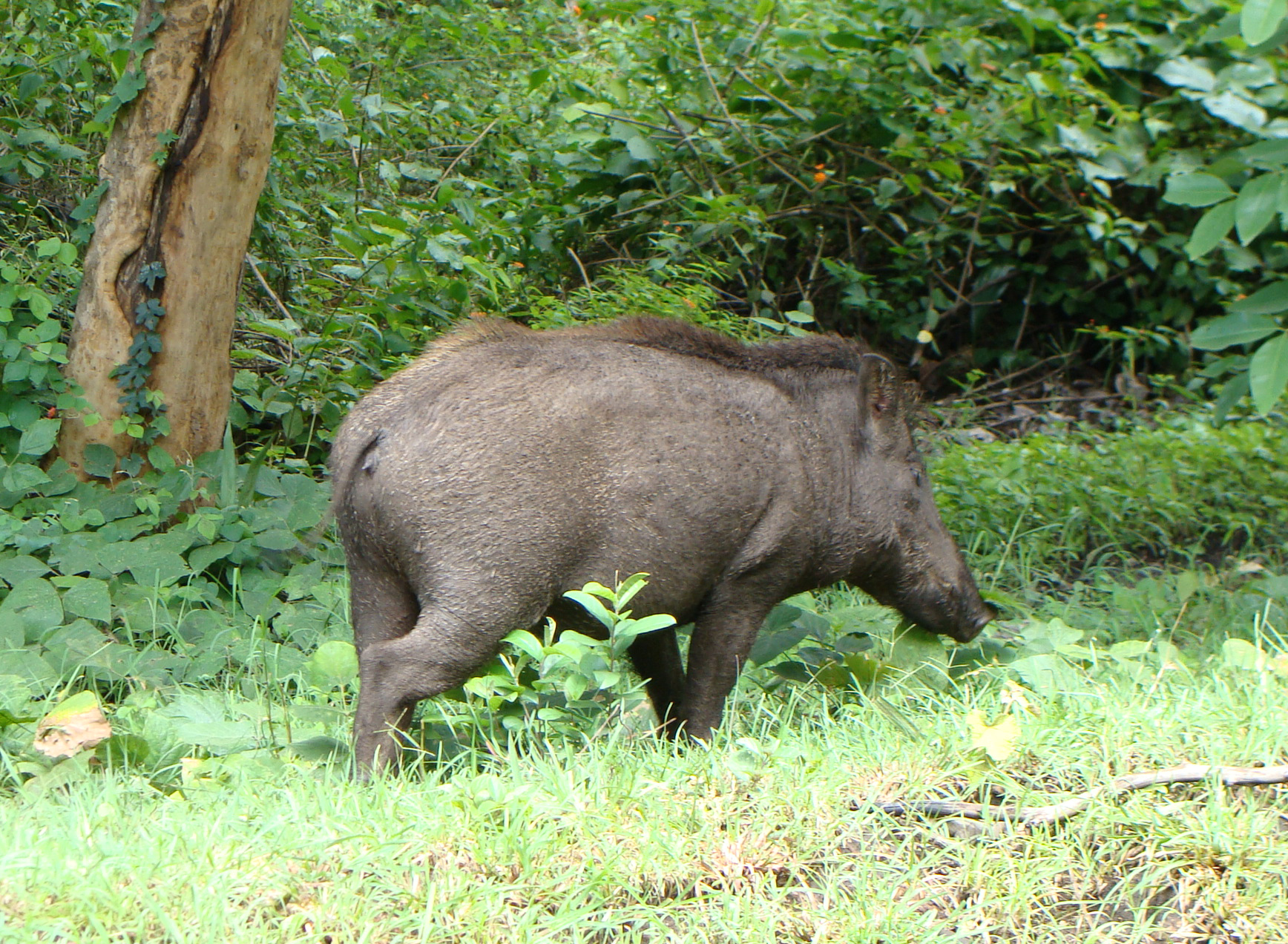
Jabalí en el parque nacional de Mudumalai (India)

Entre las distintas subespecies se encuentran:
- Sus scrofa scrofa: Es la subespecie más común y extendida; su distribución original va de Francia hasta la parte europea de Rusia; ha sido introducida en Suecia, Noruega, Estados Unidos, Argentina, Uruguay y Canadá.[5]
- Sus scrofa meridionalis: Una subespecie más pequeña propia de Cerdeña.
- Sus scrofa majori: Subespecie de pequeño tamaño, pero con un cráneo más alto y ancho; es propia de Italia central y meridional y era la única subespecie de la zona desde que, en 1950, se introdujo S. s. scrofa.
- Sus scrofa attila: Es una subespecie muy grande que habita en Rumanía, Hungría, Transilvania, y el Cáucaso hasta el mar Caspio. Se supone que el jabalí de Ucrania, Turquía e Irán pertenece a esta subespecie.
- Sus scrofa ussuricus: Subespecie propia del norte de Asia y Japón.
- Sus scrofa cristatus: Subespecie de Asia Menor e India.
- Sus scrofa vittatus: Subespecie propia de Indonesia.
- Sus scrofa taivanus: Subespecie de Taiwán.[6]

- Sus scrofa castilianus (albar): Distribuida en el norte de la península ibérica, presenta un mayor tamaño corporal y un pelaje más claro y tupido.
- Sus scrofa baeticus (arocho): Es más pequeña que la anterior, con menos pelo y de color más negro; su distribución es propia del sur de la península ibérica.

El cerdo doméstico es considerado con frecuencia como una subespecie más: Sus scrofa domestica.

## Etología

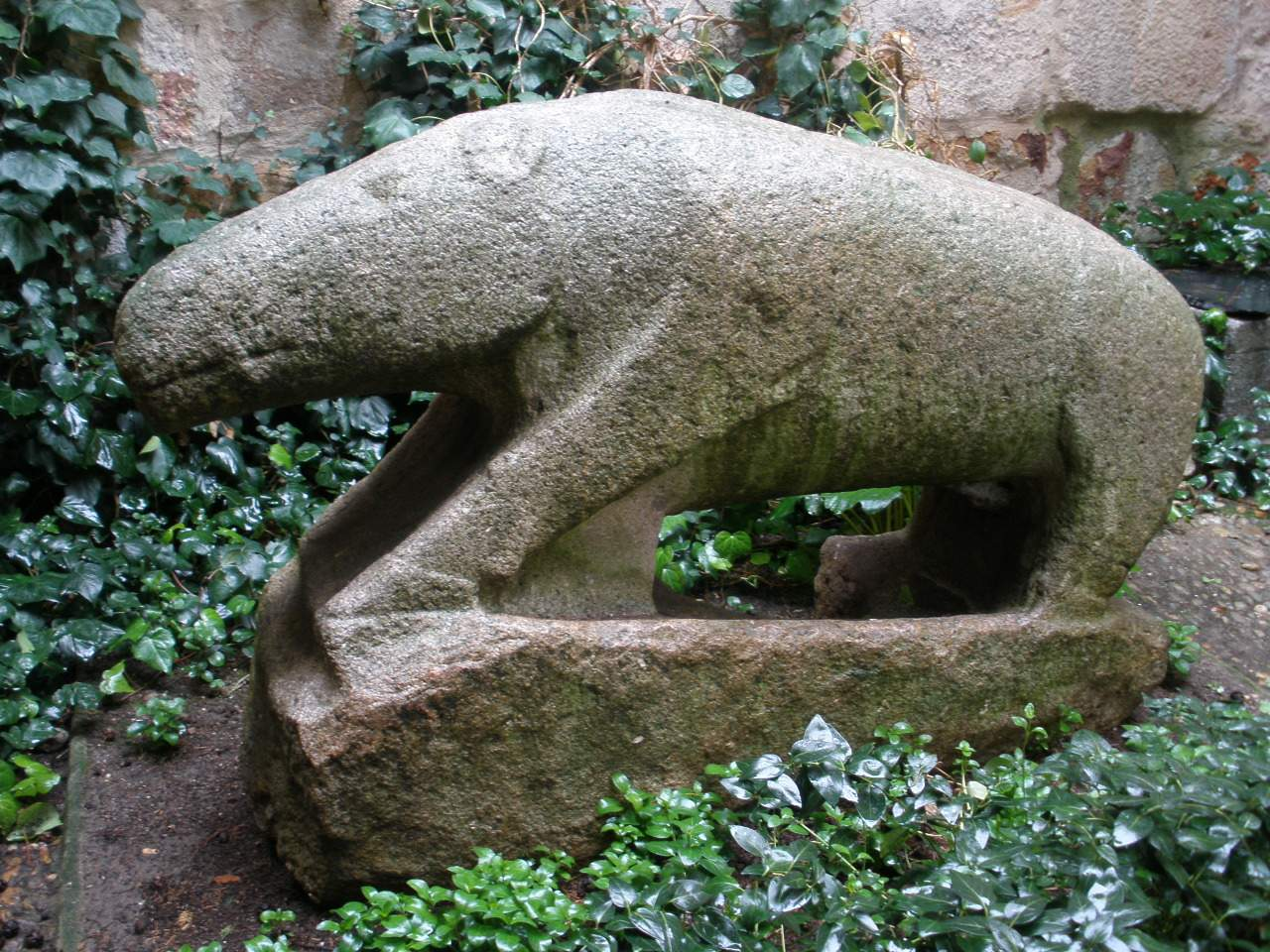
Verraco de Gallegos de Argañán, ubicado en el Museo de Salamanca (España). Representa un cerdo o jabalí

El jabalí es de comportamiento muy sociable, no es muy territorialista, y se desplaza en grupos matriarcales, normalmente en grupos de tres a cinco animales formados por hembras y sus crías, aunque de vez en cuando se pueden ver grupos superiores a los veinte individuos. La jabalina (hembra del jabalí) dominante es la de mayor edad y tamaño. Los jóvenes machos de un año, llamados bermejos, viven en la periferia del grupo. Exceptuando el período de celo, los machos en edad reproductora son más bien solitarios, aun cuando los individuos mayores y más viejos, llamados macarenos, suelen ir acompañados por un macho más joven conocido como el escudero.

### Cotidiano
El jabalí durante el día es normalmente sedentario, pero durante la noche puede recorrer distancias considerables, entre 2 y 14 km, normalmente al paso cruzado o al trote ligero (J. Reichholf, 1995), mientras que en las huidas puede practicar un vivo galope, que sin embargo solo puede mantener durante un corto período.
En el bosque utiliza casi siempre los mismos pasajes para sus correrías. Las hembras preñadas o con crías se vuelven más sedentarias.

### Periodo de celo
Durante su período de celo, de noviembre a enero, el jabalí macho busca hembras receptivas de un modo tan activo que a veces llega a olvidarse de su propia alimentación. En cuanto encuentra una piara, comienza expulsando a los jóvenes del año anterior. En caso necesario, lucha contra sus rivales para conquistar a las jabalinas, las cuales son generalmente dos o tres, y en ocasiones hasta ocho.

### Los baños de barro o lodo

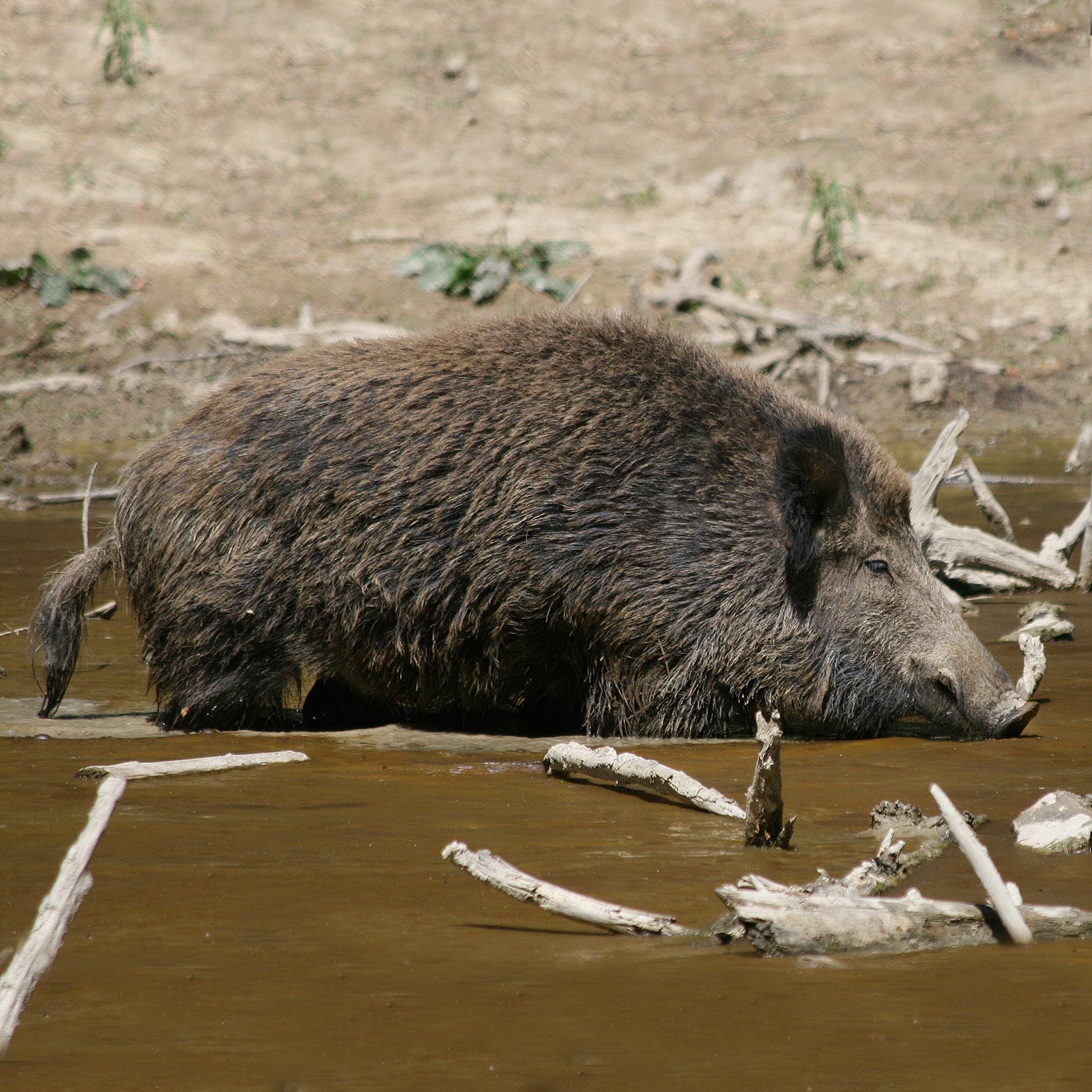
Jabalí tomando un baño de barro

Los baños de barro desempeñan un importante papel en la ecología de la especie, considerándose que tienen varias funciones. Así aseguran su regulación térmica, en cuanto que el jabalí no suda al tener las glándulas sudoríparas atrofiadas. De igual modo se ha considerado que los baños de barro tienen un importante papel en las relaciones sociales de la especie e incluso se ha descrito un papel en la selección sexual, de modo que si mientras en el verano usan los baños de barro todos los jabalíes, sin distinciones de sexo ni edad, durante la época de celo parecen reservados casi exclusivamente a los machos adultos, de modo que se ha considerado (Pedro Fernández-Llario, 2004) que estos baños pueden estar ligados a la persistencia de los olores corporales sobre un sustrato estable como el que proporciona una capa de barro adherida al pelo (incluso para perder rastros con los perros de caza), sin olvidar las funciones de marca territorialista, y sobre todo sanitarias que tienen para la especie los baños en barro.

## Hábitat

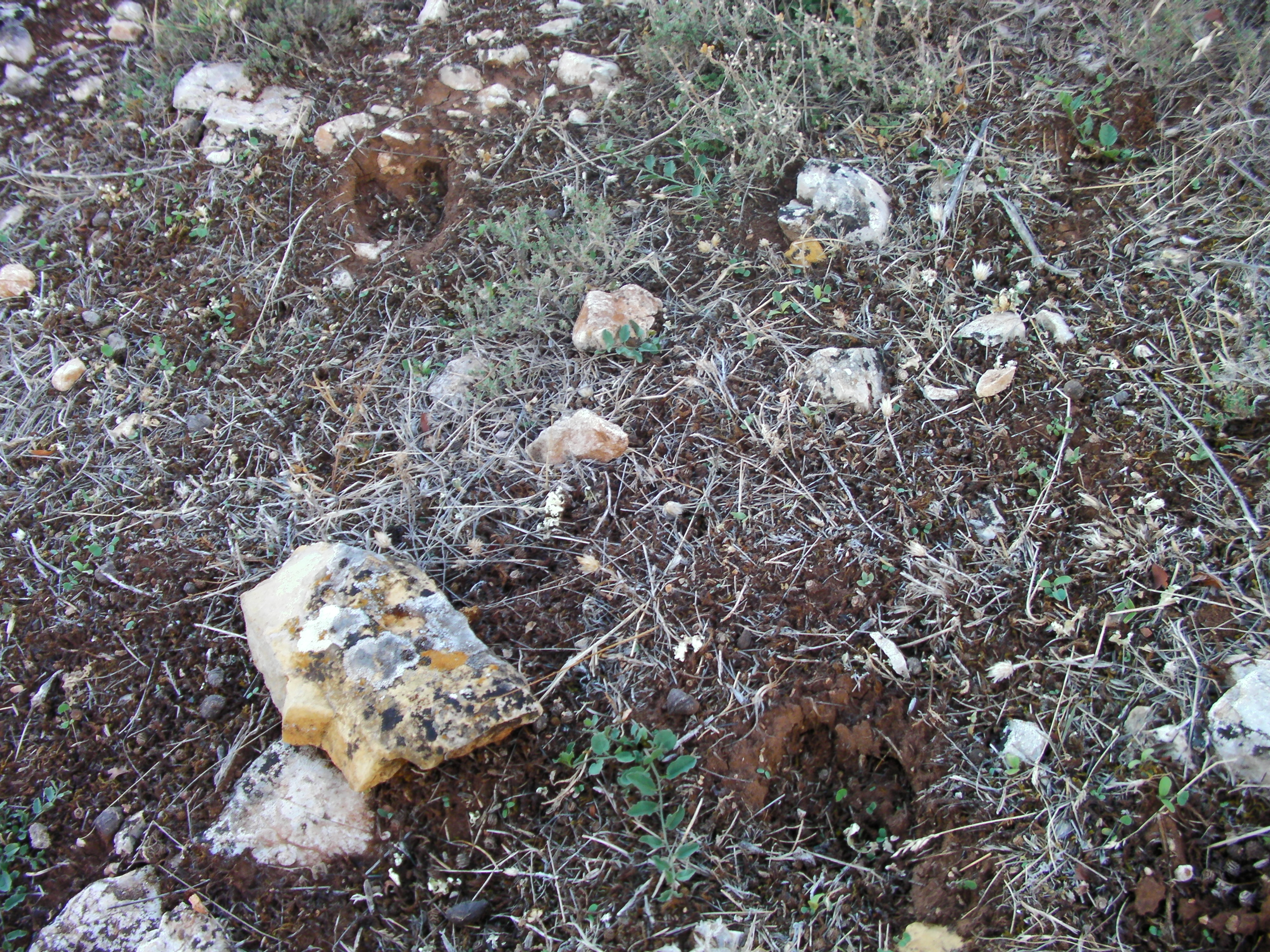
Huellas de jabalí albar en Las Fraguas (Soria)

El jabalí se adapta a todo tipo de hábitats siempre que disponga de una mínima cobertura y alimento (acuden mucho a los chaparros por la bellota), aunque prefiere los lugares con una vegetación alta donde poder camuflarse (carrasca, aulagas, junqueras, espinos, etc.), y donde abunde el agua (para beber, revolcarse en el lodo o el barro y regular su temperatura). Sus hábitats predilectos son los encinares y los macizos forestales caducifolios o mixtos, sobre todo si están poco visitados y su nivel inferior es rico en maleza, zarzas y espinos donde pueda revolcarse en seco y al abrigo del viento. Pero también se le encuentra en el matorral mediterráneo (maquia) y marismas, sin desdeñar las áreas de cultivo, siempre que mantengan una mínima cobertura de arbolado o arbustos donde protegerse. En caso necesario, nada bien y durante mucho tiempo. Soporta fácilmente los rigores del invierno gracias a su pelaje y dura capa de piel, lo que le permite permanecer en invierno en la zona de alta-media montaña sin mayores problemas que los derivados de la falta de alimentos.

## Distribución geográfica

### Introducida
El jabalí fue introducido en diversos países americanos como Perú, Chile, Bolivia, México, Uruguay, Argentina y Paraguay. Asimismo, fue introducido más recientemente en todo el sur de América Latina y desde 2011 ha alcanzado partes del centro-oeste y sudeste de Brasil (originarios del vecino Uruguay desde 2007). Además, esta especie fue introducida de forma incontrolada para la práctica de la caza mayor al estilo europeo y la caza de montería. Esto causó un enorme impacto en los ecosistemas autóctonos, acabando con especies no preparadas para competir con el jabalí y provocando así una superpoblación al carecer de depredadores naturales. En algunos de estos lugares se mezcló con cerdos domésticos asilvestrados, propiciando un crecimiento aún más incontrolado de las poblaciones de jabalí, como es el caso del javaporco de Brasil, donde ahora está entre las mayores plagas agrícolas.

#### En Argentina
Esta especie fue introducida de manera voluntaria -con fines cinegéticos, una práctica común en muchos países del mundo.- Sin embargo, se reprodujo de manera tan rápida que hoy podemos encontrarla en todo el país tanto de forma silvestre como doméstica, sin mencionar los híbridos entre ambas.
El jabalí fue introducido en el centro del país a principios del 1900 pero rápidamente se desplazó hasta las provincias patagónicas -hoy en día se encuentra ampliamente distribuido por todo el territorio argentino-. Se trata de una especie con gran plasticidad ecológica ya que los cambios de hábitat o climas no son un problema para él. Se encuentra cerca de la localidad de Santa Rosa, provincia de La Pampa, en la provincia de Neuquén, los parques nacionales Lanín y Nahuel Huapi (provincia de Río Negro); también cruzaron los Andes hasta Chile. Se hace una nueva introducción al rancho Bahía Huemul en la provincia de Río Negro, desde un rancho en Uruguay. Otro lugar fue el parque nacional Nahuel Huapi (provincia de Río Negro) y el parque nacional Los Alerces (provincia de Chubut). Está presente en el sur de la provincia de San Luis, sur de la provincia de Córdoba, suroeste de la provincia de Santa Fe, la mayor parte de la provincia de La Pampa, norte y suroeste de la provincia de Río Negro, suroeste de la provincia de Neuquén, oeste de la provincia de Chubut y la provincia de Entre Ríos (departamento de Colón). En la provincia de Mendoza se encuentra en casi todo el territorio, siendo fotografiado a más de 3000 m s. n. m. en la Reserva Laguna del Diamante, y es un problema creciente en la Reserva de Humedal Llancanelo en Malargüe.[cita requerida] En la provincia de Córdoba se registra la presencia en zonas serranas, Sierras Chicas, Sierras Grandes, Altas Cumbres y también tiene una amplia difusión en el norte de la provincia, región de Tulumba y aledaños, atraídos principalmente por los montes y cultivos.
Al no ser una especie controlada seguirá desplazándose por todo el país.

##### Problemática
Las consecuencias que trajo consigo esta especie fueron muchas. La primera es que a causa de su acción de hozar, la cual consiste en remover la tierra con el hocico, se aumenta la superficie de suelo arrasado y perjudica el crecimiento de maleza, ya que al rozarse retiene mucha agua y lo desnutre. Como su dieta es mayoritariamente vegetariana, lo convierte en un gran depredador de semillas, lo cual afecta directamente a las comunidades de vegetales y a los trabajadores rurales, ya que disminuyen la superficie de suelo fértil y además se comen sus cultivos.

##### Método de control
Los métodos que se utilizan para controlar las poblaciones de jabalí en la Argentina son muchos. La caza, tanto pública como intensiva, se combina con el trampeo y el uso de tóxicos. Cabe destacar que es una especie muy difícil de controlar debido a que su tasa de reproducción es tan elevada que supera la de mortalidad, aún empleándose todos los métodos anteriormente descritos. Los únicos casos de control fueron en islas, o en el parque nacional El Palmar ubicado en Entre Ríos, en el cual se logró reducir el 50 % de su población.

##### Depredadores
El jabalí suele tener muchos depredadores desde la infancia hasta la edad adulta; en Europa y Asia sus depredadores son el lobo, el cuón, el oso pardo, el oso negro asiático, el tigre, el leopardo, el leopardo de las nieves, el lince europeo, el cocodrilo marino y el dragón de Komodo.

## Gastronomía

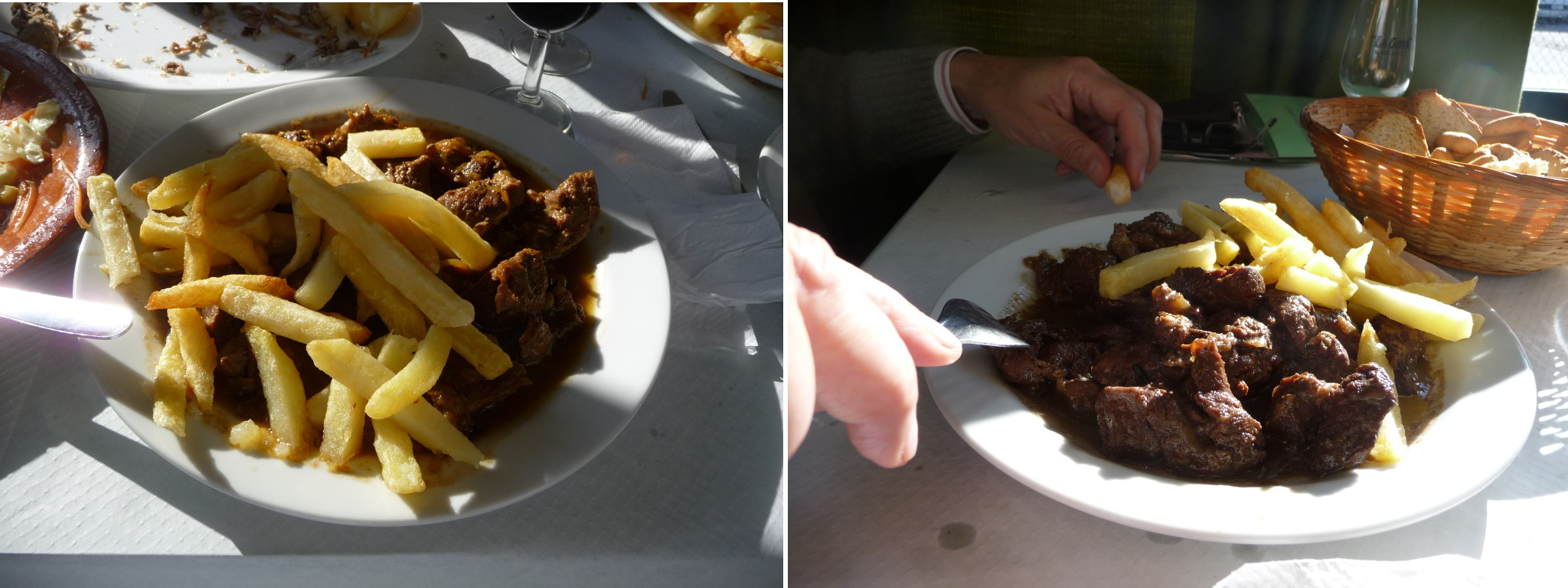
Venado (izqda.) y jabalí (dcha.) en salsa

Es muy típico su consumo en la cocina tradicional española. En la Patagonia argentina suele también servirse como un plato típico de la región.